# John Martin

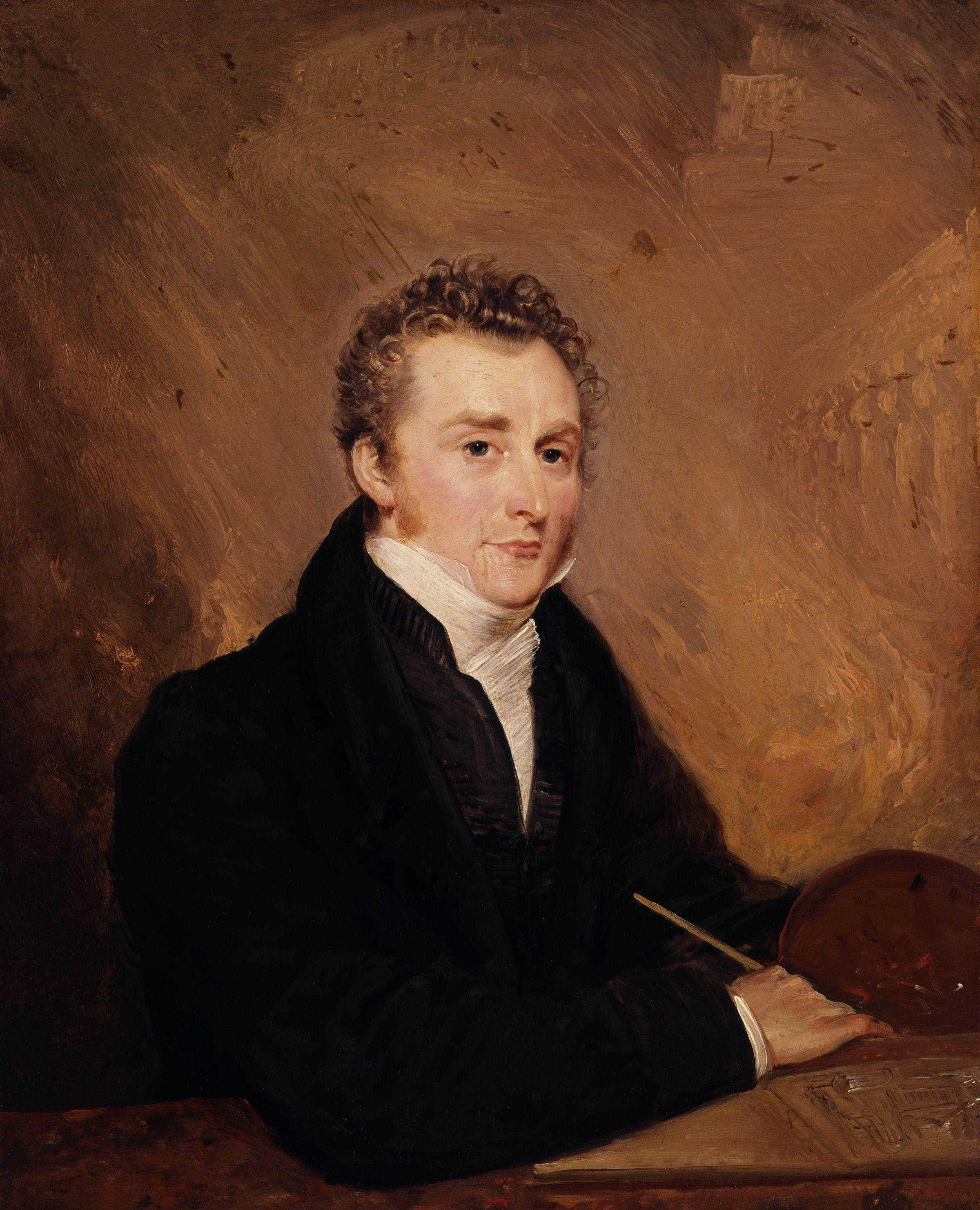
Retrato de John Martin, por Henry Warren en 1839.

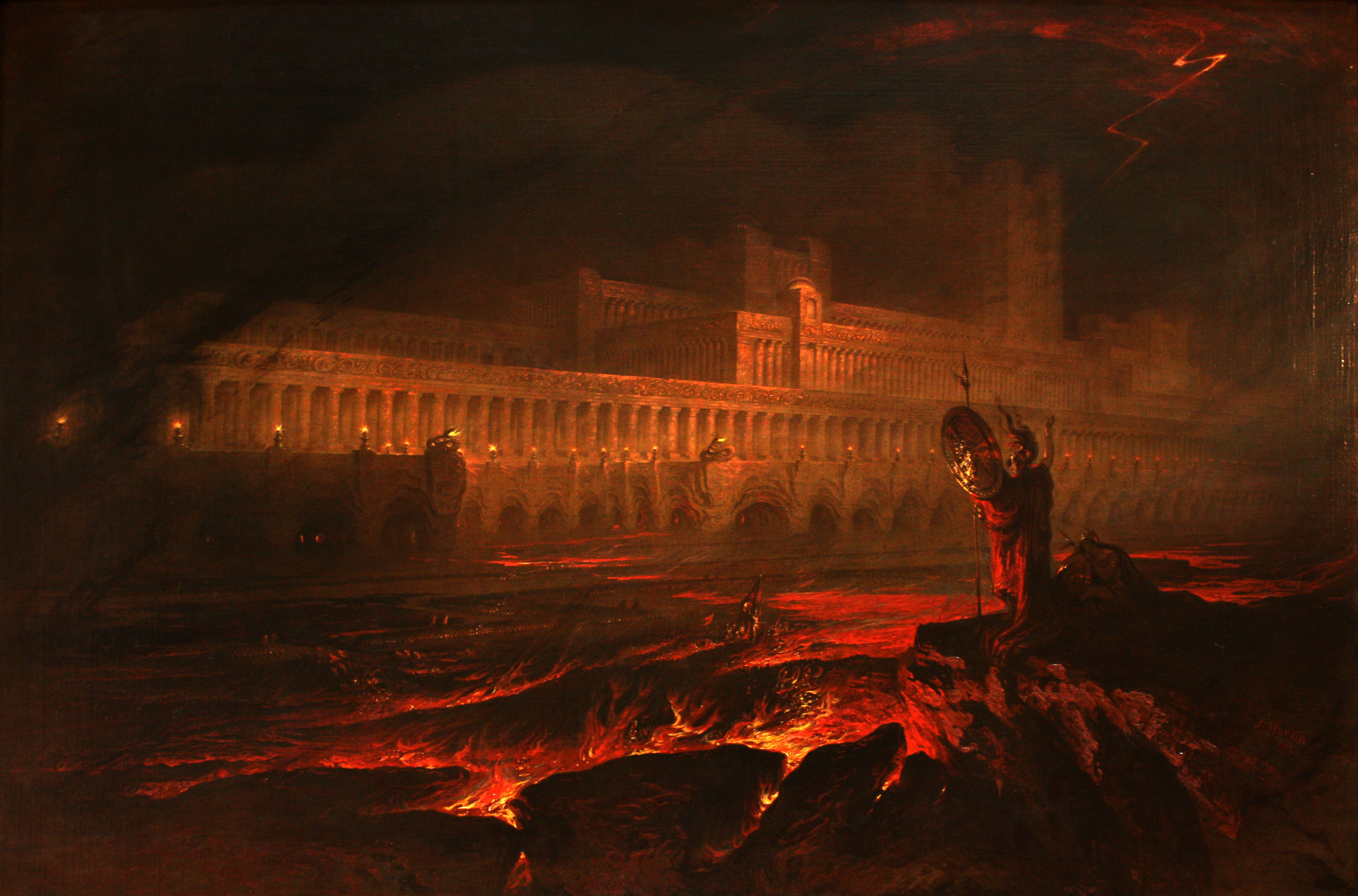
La arquitectura fantástica de John Martin: Pandemonium es un cuadro que se inspira en El Paraíso perdido, de John Milton (Museo del Louvre).

John Martin (Haydon Bridge, 1789 - Douglas, Isla de Man, 1854) fue un pintor, ilustrador y grabador inglés del Romanticismo. 

## Biografía

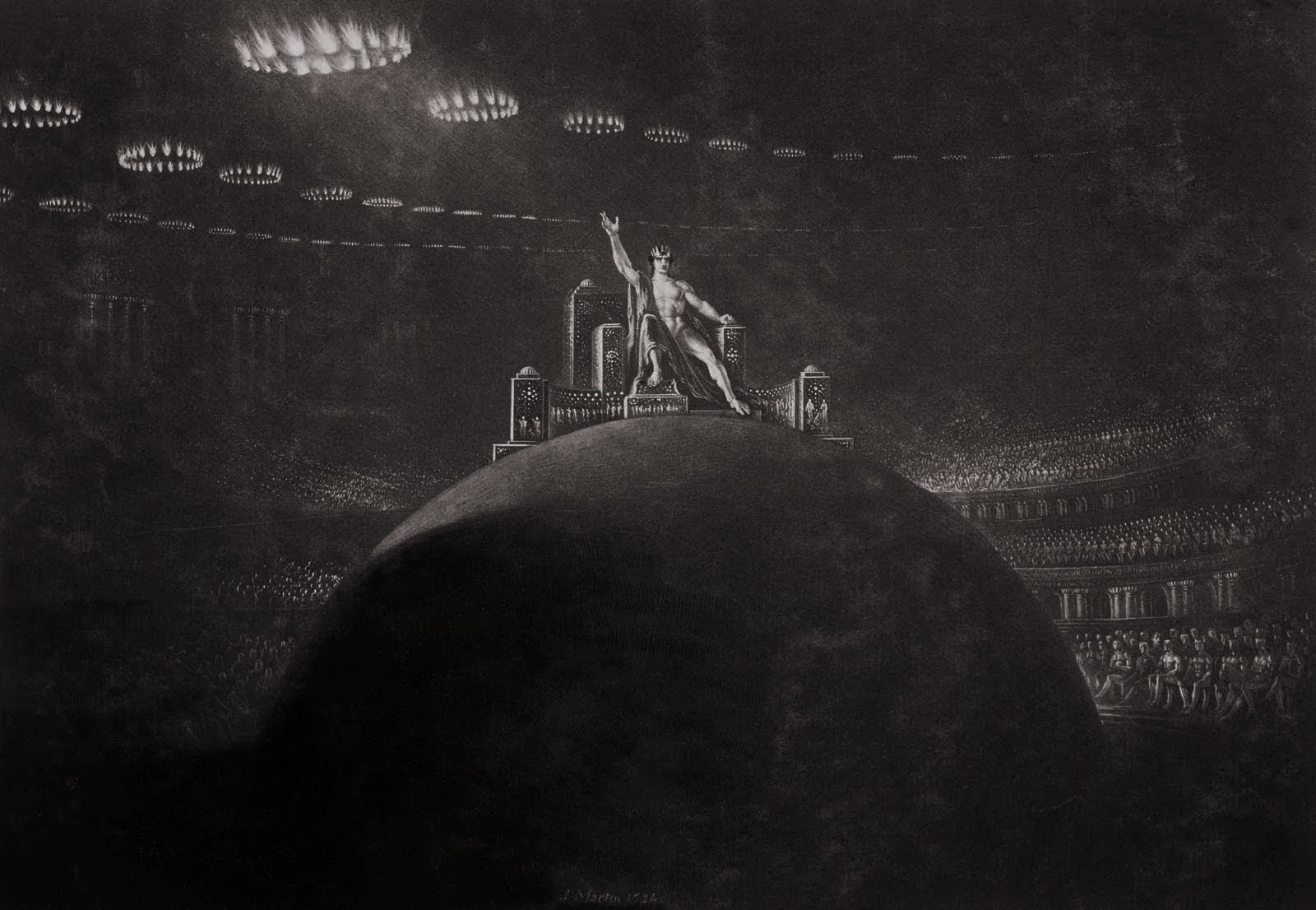
Grabado de John Martin, Satan Presiding at the Infernal Council / Satán presidiendo el concilio infernal, c. 1823–1827

Inició su pasión por el arte trabajando como decorador de carrozas en Newcastle. Años después fue aprendiz del pintor italiano de porcelanas Bonifacio Musso, con quien se trasladó a Londres en 1806. Allí se formó dando clases de dibujo y acuarela.
Martin estudió numerosos textos bíblicos y matemáticos para la realización de algunas de sus obras. En 1821 trabajó en el famoso tema bíblico: El festín de Baltasar, uno de los mejores ejemplos del concepto de lo sublime del arte romántico. Otras de sus obras importantes, con la que adquirió gran fama y reconocimiento público, fueron las estampas que ilustraron el poema El Paraíso perdido del poeta inglés John Milton. En estos trabajos se consolidó su estilo.

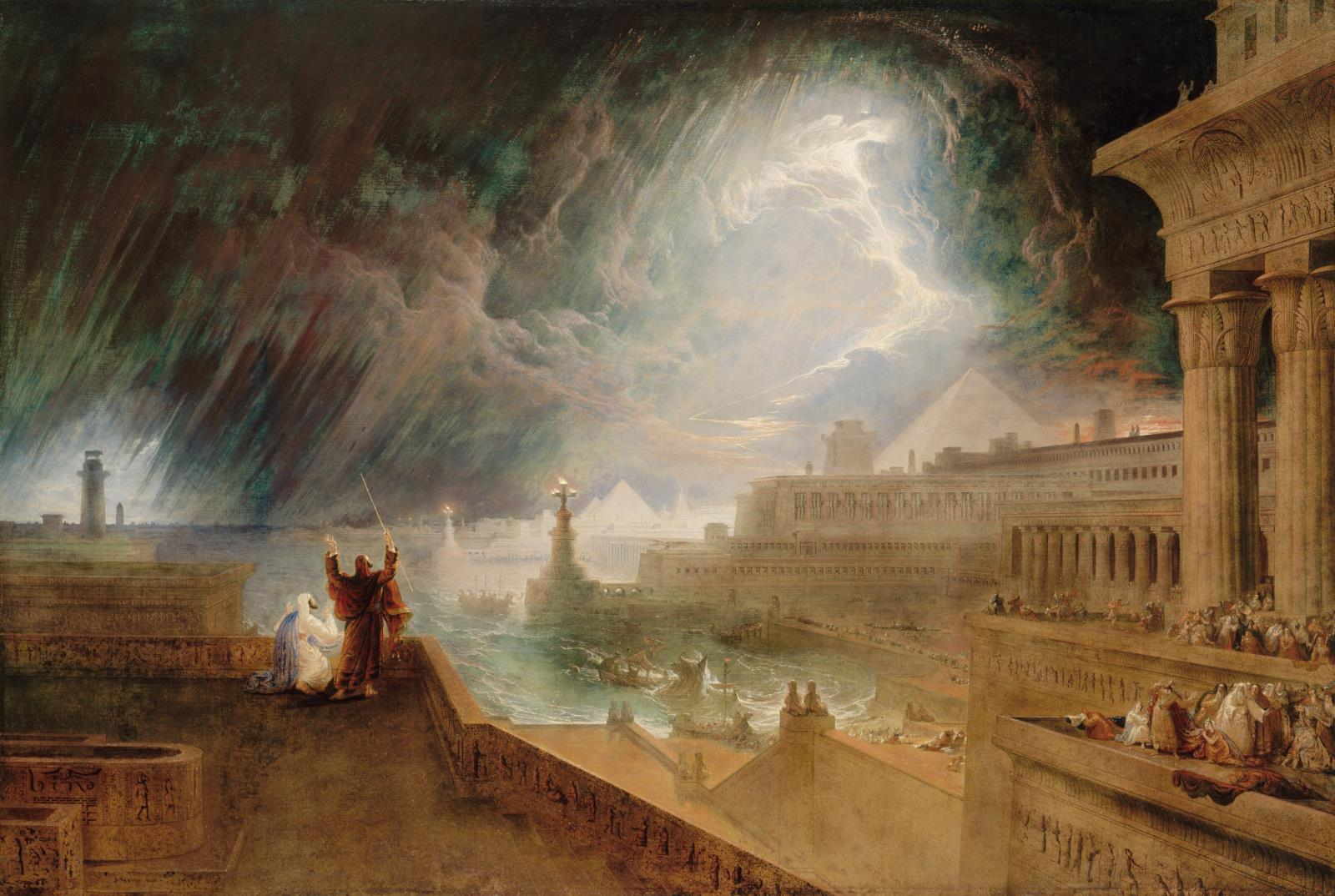
The Seventh Plague of Egypt / Las siete plagas de Egipto, John Martin, 1823

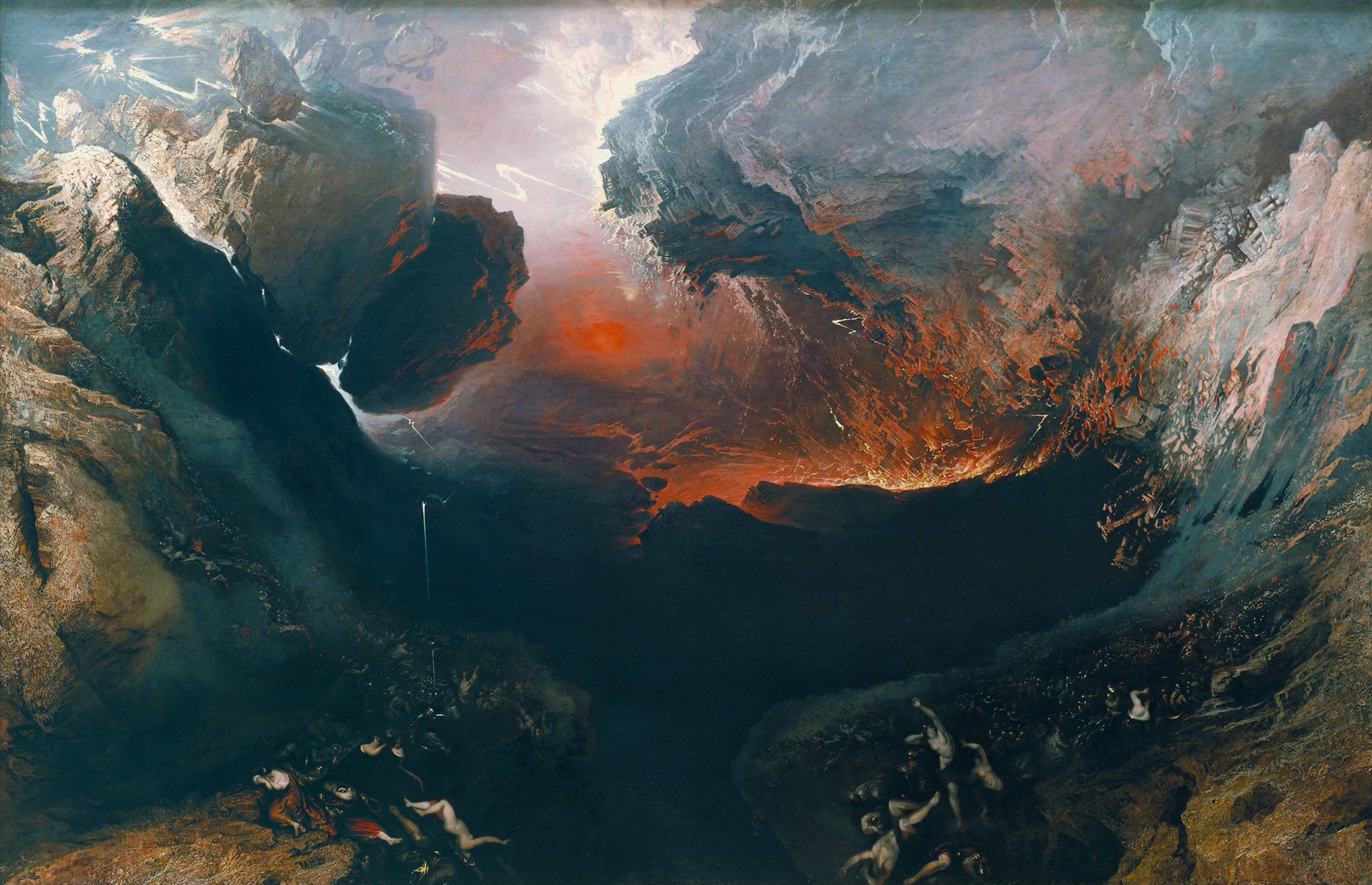
The Great Day of His Wrath / El gran día de la ira, c. 1853

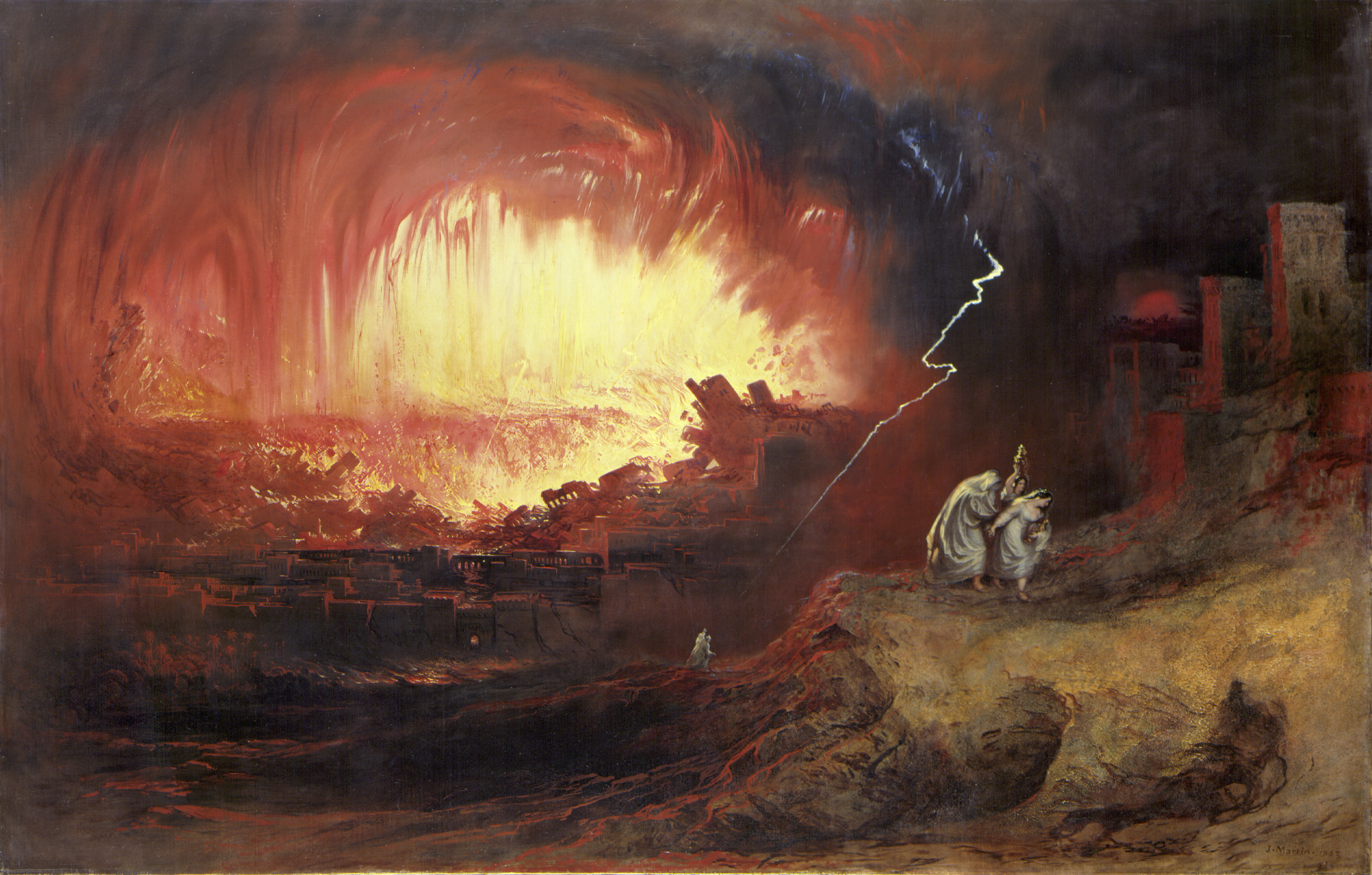
The Destruction of Sodom and Gomorrah / La destrucción de Sodoma y Gomorra, 1852

Su primera pintura exhibida, Sadak en busca de las aguas del olvido, se expuso en la antesala de la Royal Academy en 1811 bajo el título de A Landscape Composition  y posteriormente fue vendida por cincuenta guineas. En la actualidad se encuentra en el Museo de Arte de San Luis. Representa una escena de Cuentos de dos genios y fue seguida por La Expulsión (1813), La primera vez que Adán vio a Eva (1813), Clytie (1814), Josué ordenando que el sol se detuviera en Gabaón (1816) y La Caída de Babilonia (1819). En 1820 terminó su obra La fiesta de Baltasar, que provocó comentarios muy favorables y fue galardonada con un premio de doscientas libras por el Instituto Británico, donde el Josué se había llevado anteriormente un premio de otras cien. Luego vino La destrucción de Pompeya y Herculano (1822), La Creación (1824), La Víspera del Diluvio (1840) y una serie de otros temas bíblicos y de imaginación. Algunos creen que Las llanuras del cielo reflejan los recuerdos del Allendale en su juventud.
Las pinturas de mayores proporciones de Martín estaban estrechamente unidas a dioramas o panoramas de la época proyectados por medio de luz artificial y contemplados como entretenimiento popular en los que se mostraban grandes telas pintadas, a veces incluso animadas. Martín a menudo ha sido reconocido como un precursor del cine épico, y no hay duda de que el director pionero D. W. Griffith era consciente de su trabajo. Por su parte, los fabricantes de dioramas tomaron "prestada" la obra de Martin hasta el punto de poder considerarlo un plagio. Una versión de 2.000 pies cuadrados (190 m²) de El festín de Baltasar fue montada en un centro llamado El diorama británico en 1833; Martin intentó sin éxito cerrar la exhibición con una orden judicial. Otro diorama de la misma imagen fue utilizado en la ciudad de Nueva York en 1835. Estos dioramas alcanzaron un éxito enorme de público, pero hundieron la reputación de Martin en el mundo serio del arte. La pintura La destrucción de Sodoma y Gomorra, 1852 se encuentra actualmente en la Galería de Arte Laing en Newcastle upon Tyne.
Además de pintor, John Martin fue un gran grabador a media tinta y en muchos periodos de su vida obtuvo más ingresos de su trabajo en este campo que de sus pinturas. En 1823 Samuel Prowett le encargó ilustrar el Paradise Lost de John Milton, por lo que le pagaron 2.000 guineas. Sin embargo, antes de que se completaran los primeros 24 grabados se le pagaron otras 1.500 por una segunda serie de 24 grabados en platos más pequeños. Algunas de las impresiones más notables incluyen Pandaemonium y Satán Presiding at the Infernal Council, notable por la arquitectura de ciencia ficción que representaba; podría decirse que su composición más espectacular fue Bridge over Chaos. Prowett produjo 4 ediciones separadas de estos grabados en cuotas mensuales, la primera el 20 de marzo de 1825 y la última en 1827. Más tarde, inspirado en la aventura de Prowett, entre 1831 y 1835 Martin publicó sus propias ilustraciones para el Antiguo Testamento, pero el proyecto constituyó una merma importante en sus recursos además de no haber sido muy rentable y vendió el resto de sus existencias a Charles Tilt, quien los volvió a publicar en un álbum de folio en 1838 y en un formato más pequeño en 1839.
En 1828 publicó A plan for supplying with Pure Water the Cities of London and Westminster. Además escribió una "Autobiography of John Martin" en el Athenaeum (1854), en la sección de "Nouvelle Biographie Générale".

## Legado
Martin gozó de una inmensa popularidad durante su tiempo. Fue el pintor favorito de las hermanas Brontë y admirado por Ralph Waldo Emerson y Heinrich Heine, y Thomas Cole, uno de sus seguidores, fundó la pintura de paisajes estadounidense. Sus pinturas influyeron en los prerrafaelitas, en especial en Dante Gabriel Rossetti. Incluso escritores como Julio Verne y H. G. Wells quedaron fascinados por sus concepciones sublimes.
Al igual que otros artistas populares de principios de siglo, el trabajo de Martin fue víctima de los cambios de moda de los victorianos y, tras su muerte, sus obras fueron ignoradas y quedaron gradualmente olvidadas.